# Antígua e Barbuda nos Jogos Olímpicos de Verão de 1992
A Antígua e Barbuda competiu nos Jogos Olímpicos de Verão de 1992 em Barcelona, Espanha.

## Resultados por Evento

### Vela
Classe Lechner masculino
- Ty Brodie
  - Classificação Final — 428.0 pontos(→ 42º lugar)